# Marine Geology
Marine Geology est une revue scientifique à comité de lecture sur la géologie marine publiée par Elsevier. Le journal publie des articles dans des sujets divers comme les systèmes hydrothermaux, la dynamique des plages, la diagenèse, les études microbiologiques de sédiments, les études paléoclimatiques et les études géophysiques des fonds marins.